# Hansberry (cràter)
Hansberry és un cràter d'impacte en el planeta Venus de 26,6 km de diàmetre. Porta el nom de Lorraine Hansberry (1930-1965), dramaturga estatunidenca, i el seu nom va ser aprovat per la Unió Astronòmica Internacional el 1994.